# Thalestris

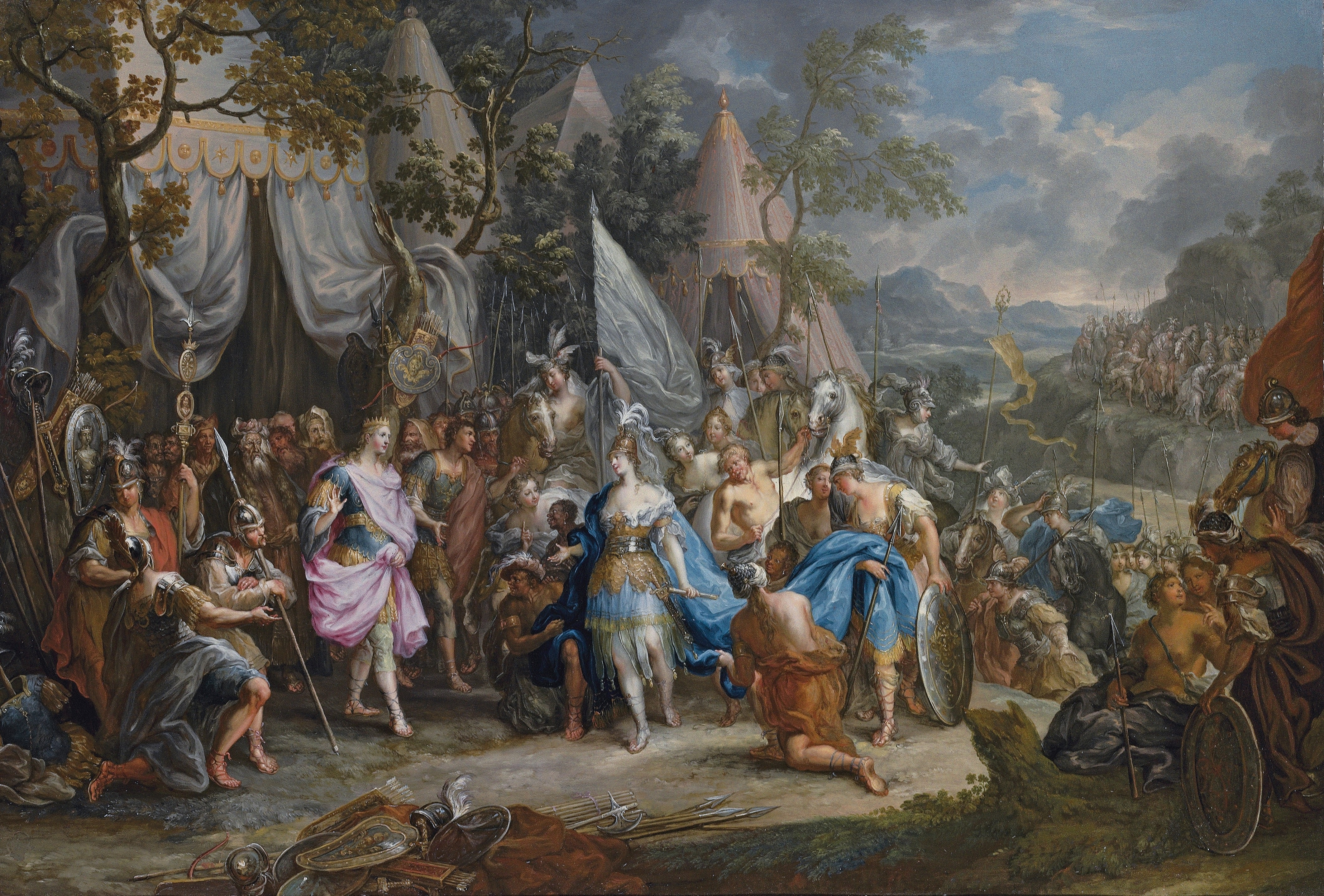
La Reine Amazone Thalestris dans le camp d'Alexandre le Grand, Johann Georg Platzer, XVIIIe siècle.

Thalestris (en grec ancien Θάληστρις / Thalestris) est une reine légendaire des Amazones au temps des conquêtes d'Alexandre le Grand.

## Histoire
Selon le Roman d'Alexandre, la reine Thalestris a donné 300 Amazones à Alexandre le Grand, espérant de la sorte engendrer une race d'enfants aussi forts et intelligents que lui. D'après la légende, elle reste auprès du roi de Macédoine durant 13 jours et nuits dans l'espoir qu'il engendre une fille avec elle. Par contre, Quince-Curce donne une version différente de la promesse de Thalestris. La reine aurait proposé de garder l'enfant si c'était une fille et de le laisser à Alexandre si c'était un garçon, pratique traditionnelle chez les peuples dits Amazones dans les récits historiques de l'époque.
Plusieurs biographes d'Alexandre contestent cette affirmation, y compris la deuxième source la plus estimée (après Arrien), Plutarque. Il mentionne quatorze auteurs, dont certains croient en l'histoire : Onésicrite, Istros de Cyrène, Clitarque d'Alexandrie, notamment. D’autres auteurs, dont Ptolémée, Aristobule de Cassandréia, Charès de Mytilène et Douris de Samos y voient pure fiction. Plutarque fait mention d'une anecdote selon laquelle Onésicrite a lu un passage de son histoire d'Alexandre évoquant les Amazones au roi Lysimaque de Thrace, qui a participé à l'expédition en Asie, et que celui-ci lui aurait dit en souriant : « Et où étais-je, alors ? ».
La relation entre Thalestris et Alexandre est qualifiée de légendaire par certains historiens modernes[réf. nécessaire]. Peut-être que derrière la légende il y a l'histoire d'un roi Scythe qui aurait offert sa fille en mariage à Alexandre, ainsi que ce dernier l'écrit au régent Antipater. Selon d'autres chercheurs modernes, Thalestris était probablement une femme d'un peuple sace, habituée à monter à cheval et à se battre, venue avec une groupe de femmes armées, comme d'autres envoyés de tribus sur le trajet d'Alexandre.

## Postérité
- Beaumarchais fait brièvement référence à la relation amoureuse entre Thalestris et Alexandre le Grand dans Le Mariage de Figaro.
- Talestri, regina delle Amazoni (Thalestris, reine des Amazones) est un opéra de Marie-Antoinette de Bavière, dont elle est la librettiste et la compositrice, et dans lequel elle tint le rôle-titre, représenté pour la première fois au Nymphenburger Schloss à Munich le 6 février 1760.
- Thalestris est évoquée dans le roman historique de Mary Renault The King Must Die[réf. nécessaire].
- Thalestris a inspiré la romancière Shan Sa dans Alexandre et Alestria (2006)[7] qui raconte la relation légendaire entre Alexandre et la reine des Amazones[8].
- Thalestris figure parmi les 1 038 femmes référencées dans l'œuvre d’art contemporain The Dinner Party (1979) de Judy Chicago. Son nom y est associé aux Amazones[9].